# 福岡貨物ターミナル駅
福岡貨物ターミナル駅（ふくおかかもつターミナルえき）は、福岡県福岡市東区箱崎ふ頭二丁目に駅事務所を置く日本貨物鉄道（JR貨物）の貨物駅である。鹿児島本線貨物支線（博多臨港線）の終着駅で、福岡県の鉄道貨物輸送の拠点駅の一つである。

## 歴史
- 1975年（昭和50年）3月10日：国鉄の駅として開業[1]。
- 1987年（昭和62年）4月1日：国鉄分割民営化によりJR貨物の駅となる。
- 1989年（平成元年）8月：香椎機関区が、香椎操車場から当駅構内に移転し、福岡機関区に改称[2]。検修庫が設置される。
  - 機関車の配置はなく博多臨港線のディーゼル機関車の運転業務及び貨車の検修業務を所管[3]。
- 1995年（平成7年）3月：福岡貨物ターミナル駅と福岡機関区を統合し、福岡総合鉄道部を設置[2]。
- 2011年（平成23年）3月：鹿児島本線の貨物輸送力増強事業が完了し、本州方面との間で1,300 t列車（コンテナ車26両編成）の運行を開始[4]。

## 駅構造
地上駅。コンテナホームは3面あり、島式2面、単式1面となるように荷役線が5本接している。ホームは駅構内の北側にあり、南側は着発線となっている。着発線は8本ある。
ホーム上にはコンテナの検修庫、着発線の西側には貨車の検修庫が置かれている。営業窓口であるJR貨物九州北部支店も駅構内にある。

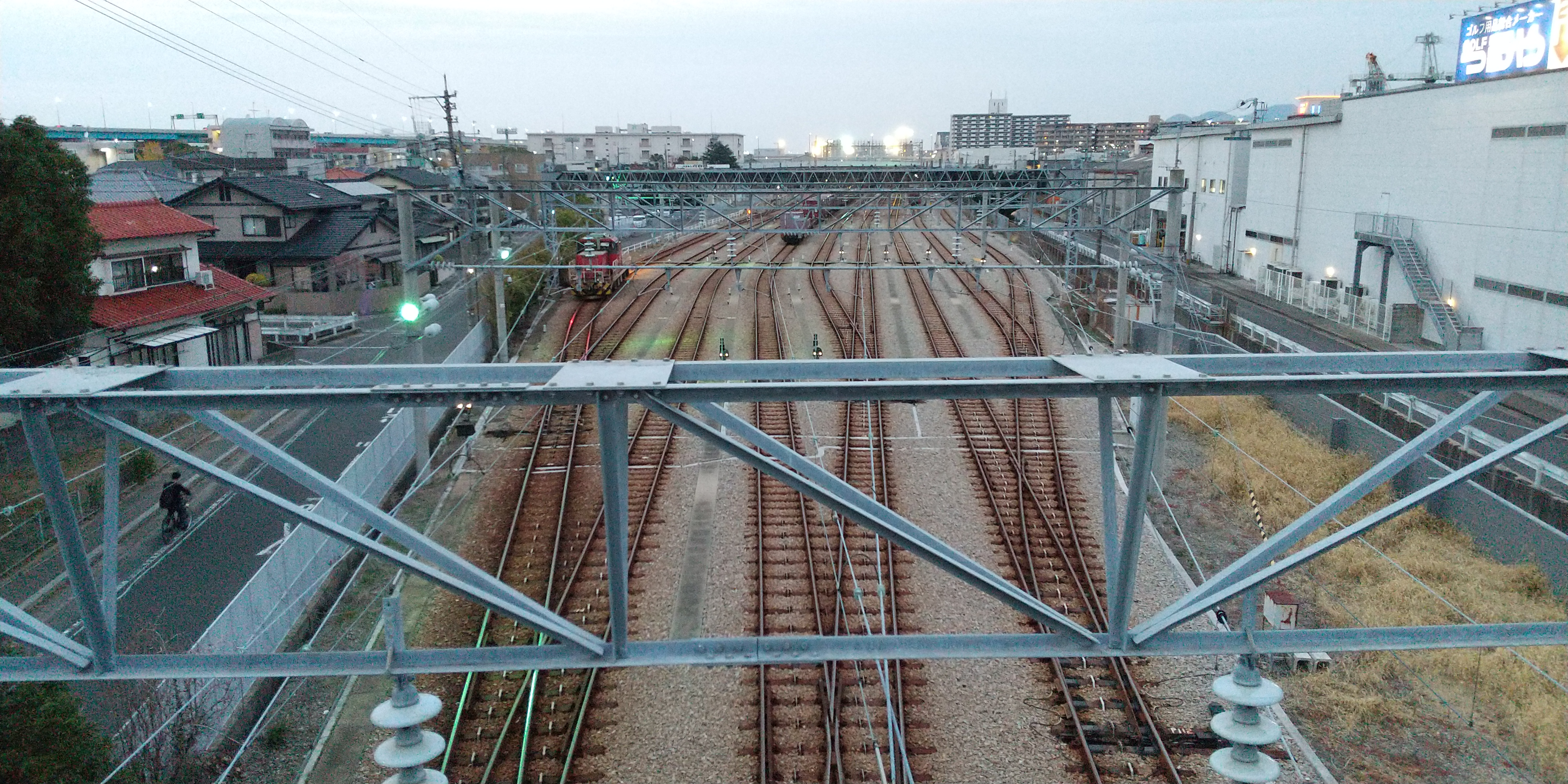
構内（2022年11月）
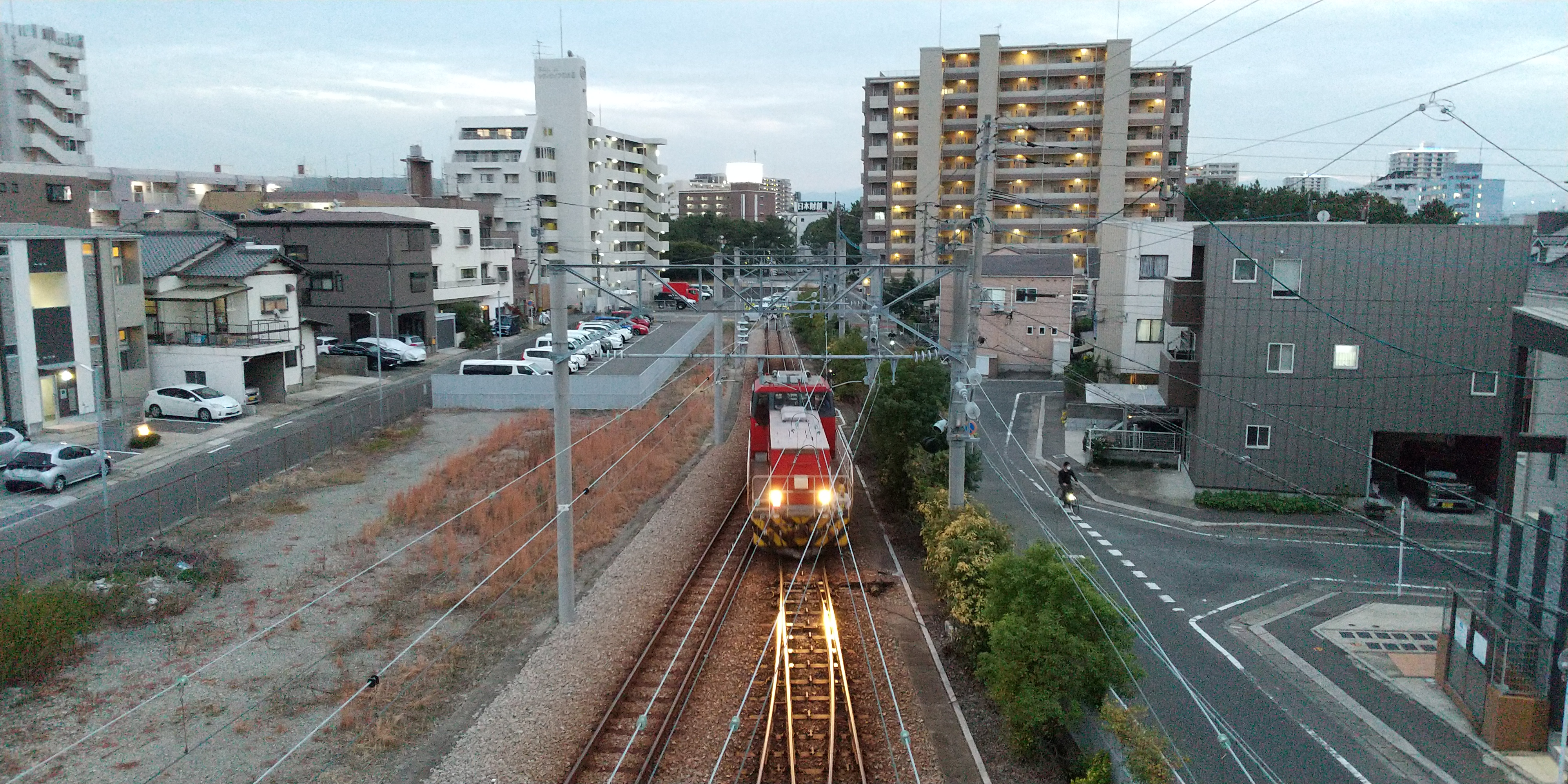
構内終端部（2022年11月）

## 取扱貨物の種別
- 鉄道コンテナ貨物
  - 12ftコンテナ、20 ft・30ft大型コンテナ、20 ft・40 ft海上コンテナを取り扱う。これはJR貨物が取り扱う全種類のコンテナである。
- 産業廃棄物・特別産業廃棄物の取扱許可を得ている。

## 貨物列車
2014年3月15日改正時点では、高速貨物列車のみ1日21往復発着するほか、臨時列車の設定もある。
上り列車の行き先は、東京貨物ターミナル駅が最多で、宇都宮貨物ターミナル駅、大阪貨物ターミナル駅や名古屋貨物ターミナル駅、新潟貨物ターミナル駅、仙台貨物ターミナル駅、札幌貨物ターミナル駅などがある。なお、鹿児島本線を当駅以南（熊本駅など）へ向かう貨車の多くは当駅を経由し継走されるが、その逆、本州方面へ向かう場合は直通列車で輸送されることが多い。

## トラック集配エリア
福岡市を中心とする福岡県西部をエリアとしている。また新福岡郵便局への郵便物も当駅より運ばれている。

## その他
- 当駅から北九州貨物ターミナル駅経由で名古屋貨物ターミナル駅まで福山通運専用貨物列車「福山レールエクスプレス号」、当駅から名古屋貨物ターミナル駅まで西濃運輸ブロックトレイン「カンガルーライナーNF64」が運行されている[8][9]。

## 駅周辺
駅は博多港箱崎埠頭に立地しており、周囲は日本通運など運送業者の施設が集まっている。駅の西側及び北側は福岡高速道路が通り、東側は国道3号、その東側を西鉄貝塚線・福岡市地下鉄箱崎線及びJR鹿児島本線が通っている。最寄駅は貝塚駅や箱崎九大前駅である。駅の西側には福山通運福岡箱崎営業所、ヤマト運輸東福岡営業所、佐川急便福岡営業所などがある。

## 隣の駅

### 現存区間
日本貨物鉄道（JR貨物）
鹿児島本線（博多臨港線）
千早操車場 - 福岡貨物ターミナル駅

### 廃止区間
日本貨物鉄道（JR貨物）
鹿児島本線（博多臨港線）
福岡貨物ターミナル駅 - 博多港駅